# Секст Аппулей (консул 29 года до н. э.)
Секст Аппуле́й (лат. Sextus Appuleius; умер после 8 года до н. э.) — римский военачальник и политический деятель, консул 29 года до н. э., племянник Октавиана Августа. В разное время управлял провинциями Испания и Азия.

## Происхождение
Секст Аппулей принадлежал к незнатному плебейскому роду. Его отец носил тот же преномен — Секст. Больше о нём ничего достоверно не известно; предположительно он был фламином Юпитера и продвинулся в своей карьере до претуры. Матерью Секста-сына была Октавия Старшая — дочь Гая Октавия от первого брака, с Анхарией, и соответственно единокровная сестра Октавиана Августа. Таким образом, будучи племянником первого римского императора, Аппулей не был связан кровным родством с Юлиями. Его младшим братом был Марк Аппулей, консул 20 года до н. э.

## Биография
Сохранившиеся источники содержат очень мало надёжной информации о Сексте Аппулее. Существует гипотеза, согласно которой именно этот нобиль, а не его отец, упоминается в одной латинской надписи как претор и фламин Юпитера. В 29 году до н. э. Секст занимал должность консула, причём совместно с дядей — Октавианом (в связи с этим Павел Орозий по ошибке называет его не Секстом, а Луцием). Октавиан сложил полномочия до конца года, после чего коллегой Аппулея стал консул-суффект — патриций Потит Валерий Мессала. Согласно Триумфальным фастам, 26 января 26 года до н. э. Аппулей отпраздновал триумф над испанцами (Ex Hispania), и отсюда следует вывод, что в 27 году до н. э. он был проконсулом Римской Испании. Именно он упоминается в надписи из Эзернии, что в Самнии (CIL IX), как патрон этого города, император и член жреческой коллегии авгуров.
Около 17 года до н. э. Секст Аппулей был проконсулом провинции Азия; это следует из надписей, найденных в Ассосе и Пергаме. В тексте последней уточняется, что речь идёт о сыне Октавии, и только благодаря этому можно уверенно утверждать, что наместником Азии был именно этот Секст Аппулей. Известно, что в 12 году до н. э. Август защитил Секста как своего родственника от какого-то необоснованного обвинения. В 8 году до н. э. Аппулей стал наместником Иллирика, заменив на этом посту приёмного сына Августа — Тиберия.

## Потомки
Дочерью Секста была Аппулея Варилла, изгнанная из Рима в 17 году до н. э. Консул 14 года н. э. — предположительно его сын.
Немецкий антиковед Вильгельм Друман, исходя из указания Тацита, что Аппулея Варилла была «внучкой сестры Августа», предположил, что Секст был женат на Клавдии Марцелле Старшей. Позже эта гипотеза была признана ошибочной. Супругой Аппулея учёные считают Квинтилию — дочь Секста Квинтилия Вара, квестора 49 года до н. э. Именно её брат Публий командовал римской армией в Тевтобургском лесу.